# Mannaask
Manna-ask (Fraxinus ornus) är ett träd i asksläktet askar, inom familjen syrenväxter. Den kan bli upp till 20 meter hög och blommar från april till juni, med vita fluffiga blomställningar. Den har sin naturliga växtplats i lövfällande skogar runt Medelhavet och når ända upp i bergsregionen. Den kan bli jämförelsevis reslig med en vid krona och trivs bäst i kalkstensområden. Bladen är parbladiga, motsatta och mycket lika bladen på ask. Arten förekommer tillfälligt i Sverige, men reproducerar sig inte. Inga underarter finns listade i Catalogue of Life.
Manna-ask är omtyckt för sina blommor som sprider en sötaktig doft då de blommar. Den odlas kring medelhavsområdet som prydnadsväxt, men är härdig i Sverige ända upp i Götaland. 

## Användning
Manna utvinns huvudsakligen i plantager på Sicilien. Träden börjar skattas när de är 7 - 12 år gamla, då man i augusti till september gör snitt i barken, där det flyter ut en vätska som smakar bittert och sött. Inom några timmar stelnar mannan till en gulvit kristallinsk massa och den bittra smaken försvinner. Äldre träd ger en mörkare och ej så god kvalitet.
Manna är ett milt laxerande medel och används mycket på Sicilien.

## Historia
Asken är i nordisk mytologi värdträdet ur vilken mannen skapades. Manna-asken har en liknande betydelse i den sydeuropeiska mytologin. Under forntiden användes virket till lansskaft och spjutskaft. 
Den manna som omtalas i Bibeln kan möjligen vara den av tamariskbusken utsöndrade saften eller en nordafrikansk ätlig lavart, Lecanora esculenta. 

## Bildgalleri

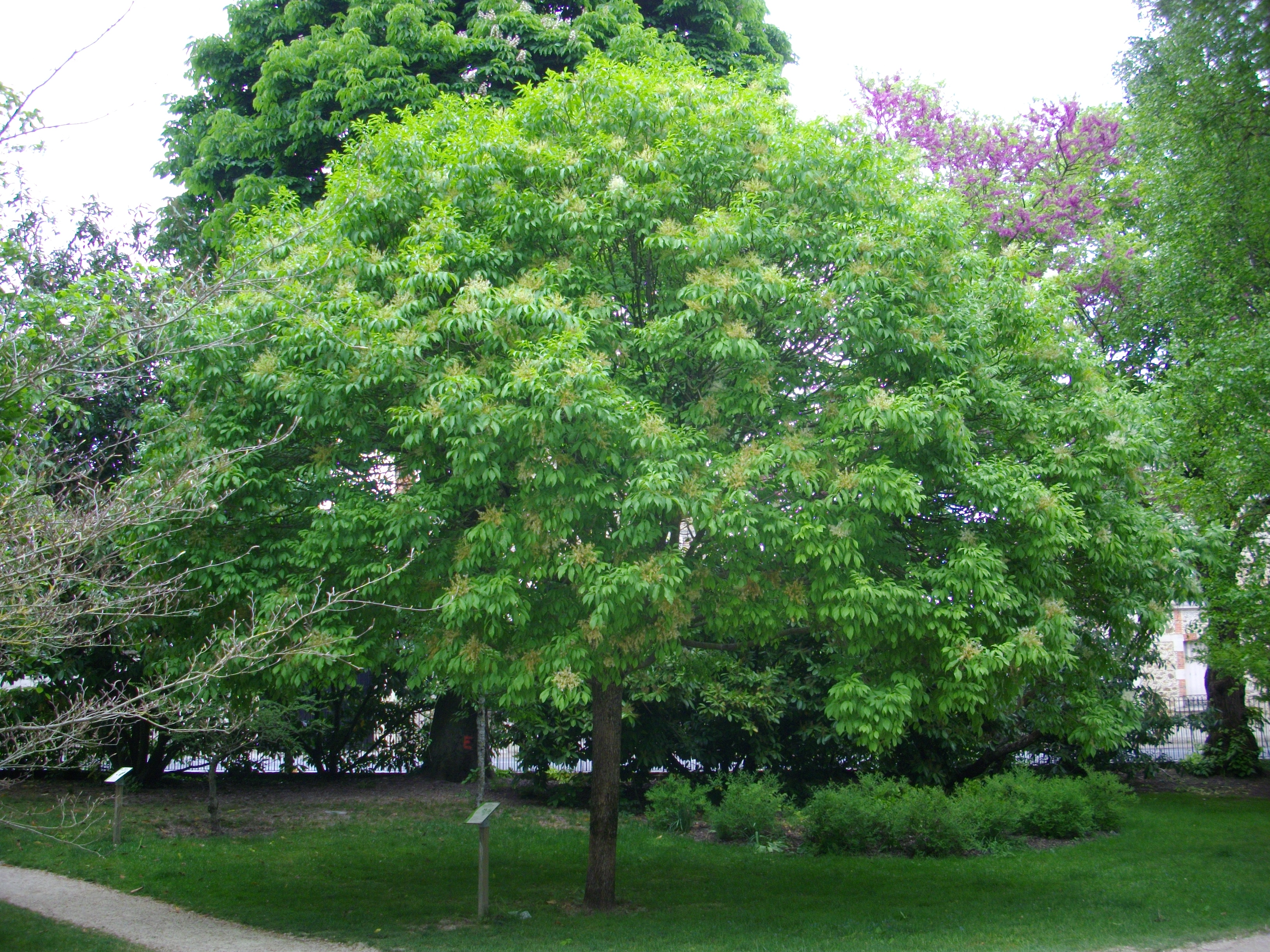
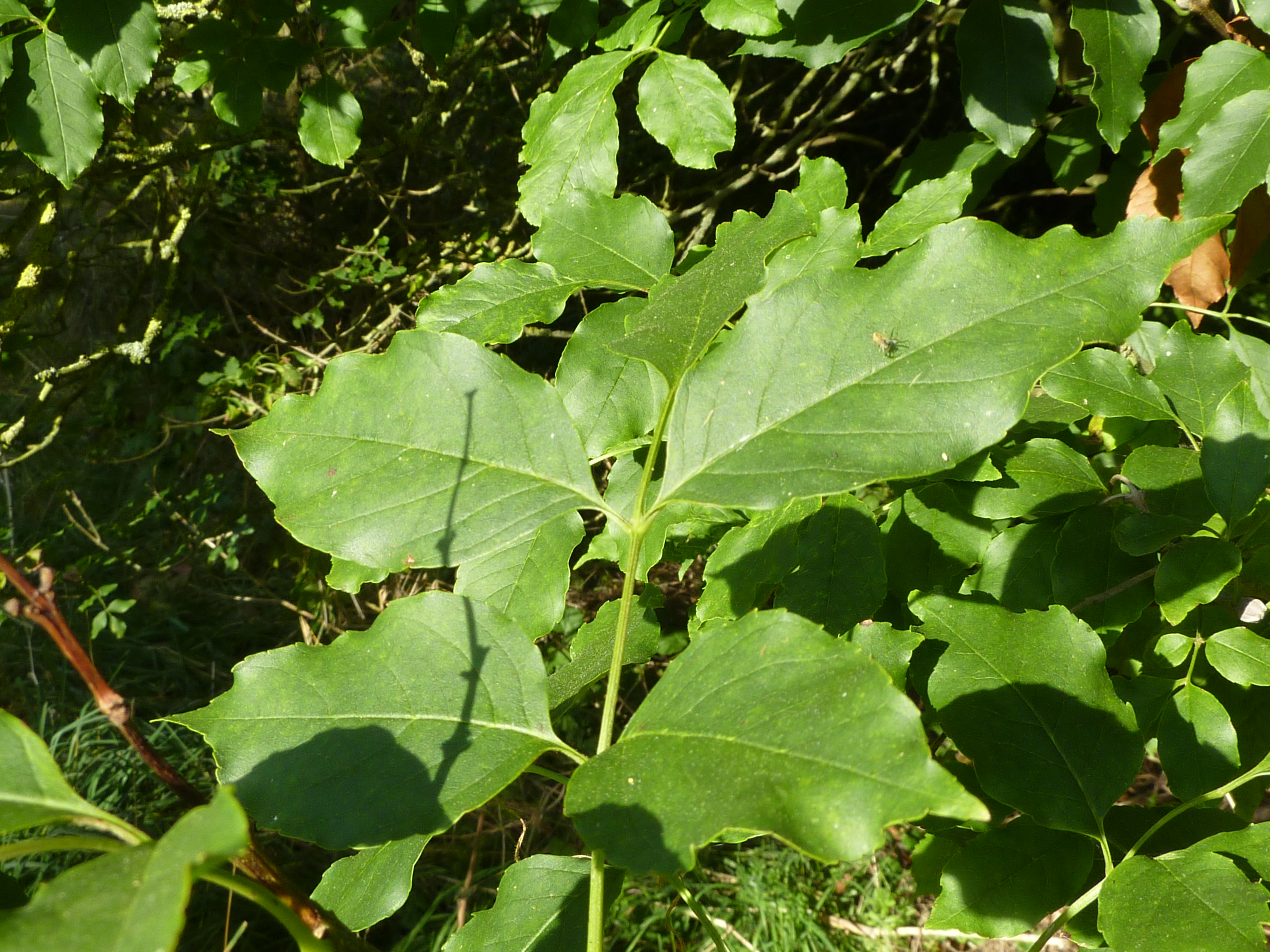
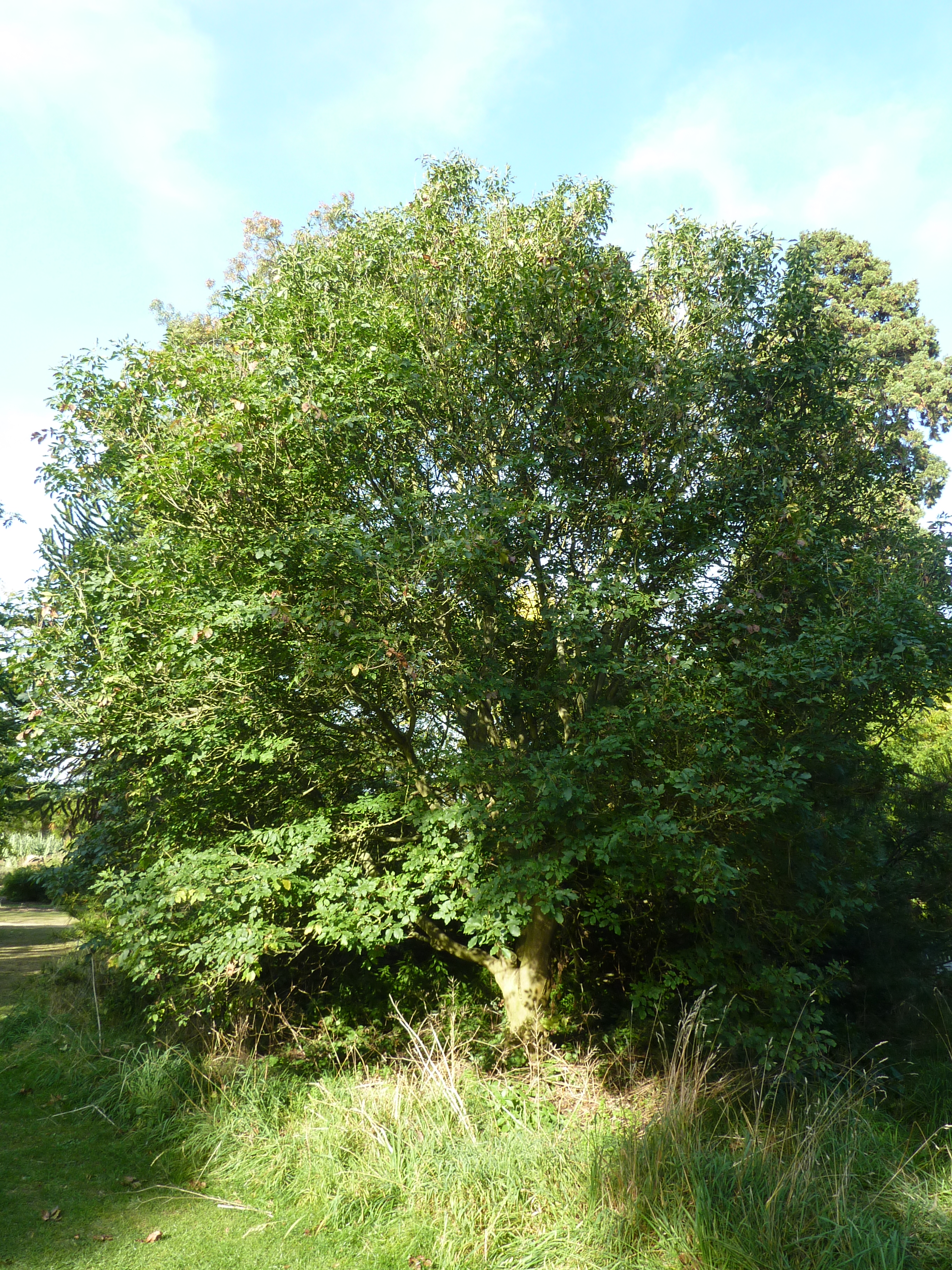
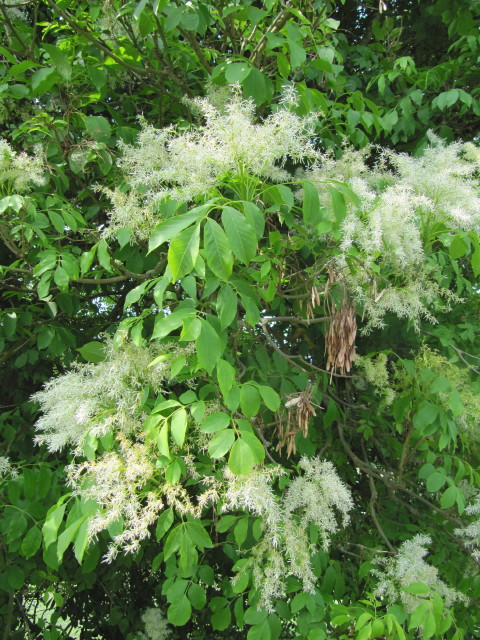
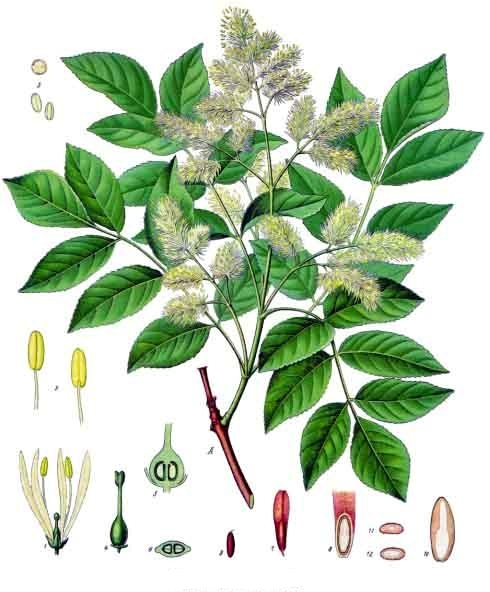
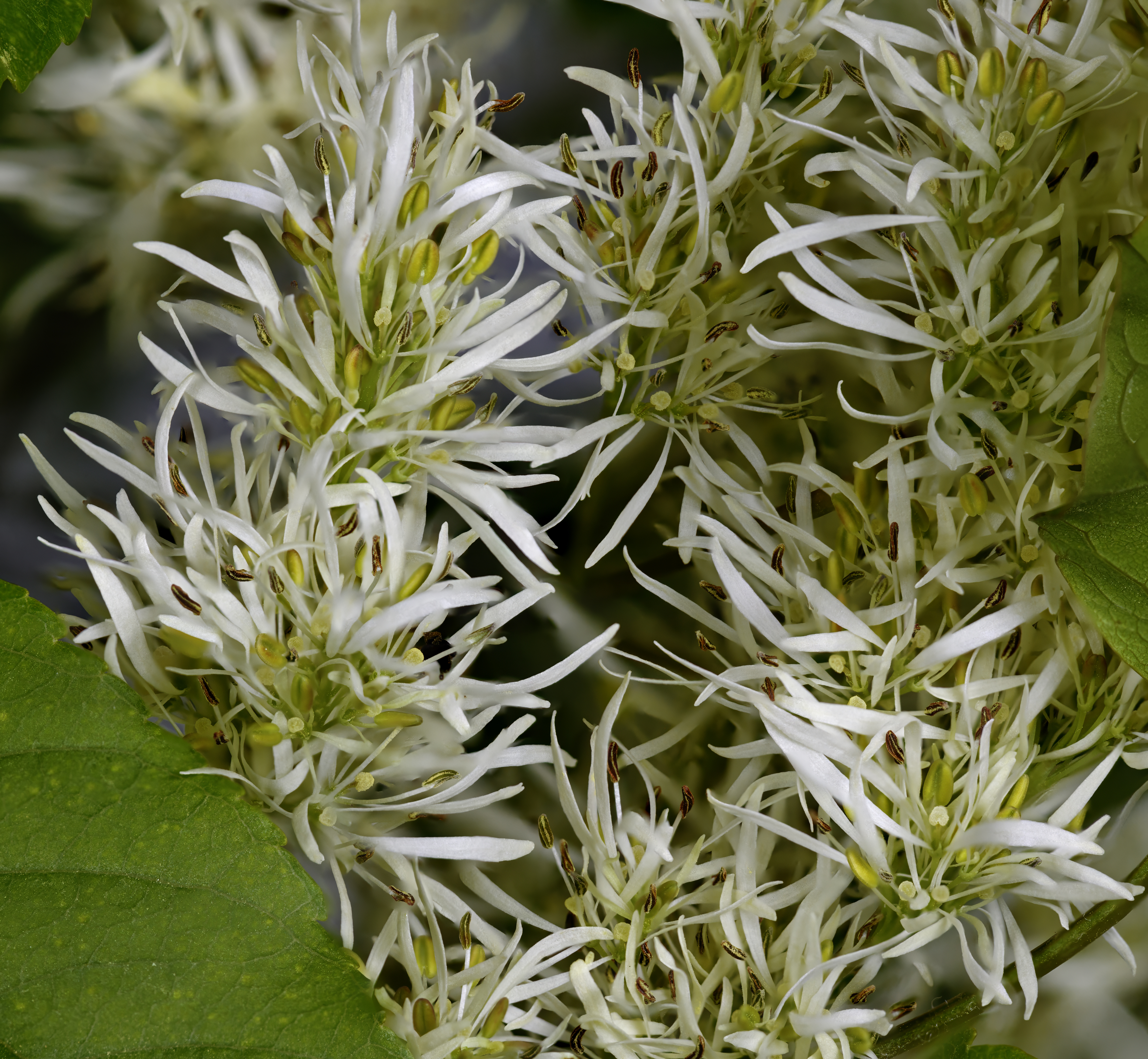